# La Felicidad de García Suazo
La Felicidad de García Suazo är en ort i Mexiko.   Den ligger i kommunen Leonardo Bravo och delstaten Guerrero, i den södra delen av landet, 210 km söder om huvudstaden Mexico City. La Felicidad de García Suazo ligger 2 101 meter över havet och antalet invånare är 176.
Terrängen runt La Felicidad de García Suazo är kuperad åt nordväst, men åt sydost är den bergig. Runt La Felicidad de García Suazo är det ganska glesbefolkat, med 34 invånare per kvadratkilometer. Närmaste större samhälle är Chichihualco, 13,4 km öster om La Felicidad de García Suazo. I omgivningarna runt La Felicidad de García Suazo växer i huvudsak städsegrön lövskog.